# Forbund
Forbund, er en sammenslutning af flere grupper, foreninger eller organisationer, hvor formålet typisk er at udgøre en fælles sag, eller en fælles ideologi, eller et politisk system.